# Raiatea
Raiatea je ostrov ve Francouzské Polynésii, který je součástí tzv. Závětrných ostrovů v rámci souostroví Společenských ostrovů (Ostrovů Společnosti). Má rozlohu 238 km² a žije na něm okolo 12 tisíc obyvatel (2007). Hlavním centrem je město Uturoa. Jde o čtvrtý největší ostrov Francouzské Polynésie (po ostrovech Tahiti, Nuku Hiva a Hiva Oa). Je obklopen stejnou lagunou jako sousední ostrov Tahaa. Téměř po celé 2. tisíciletí n. l. (s výjimkou 20. stol.) hrála Raiatea důležitou roli díky posvátnému Marae Taputapuatea v lokalitě Opoe. Šlo o nejdůležitější kultovní místo celé východní Polynésie, k němuž se pravidelně sjížděli Polynésané z velké části Tichomoří, z oblastí od Nového Zélandu až po Havaj.